# Ceratinia azara
Ceratinia azara är en fjärilsart som beskrevs av William Chapman Hewitson 1853. Ceratinia azara ingår i släktet Ceratinia och familjen praktfjärilar. Inga underarter finns listade i Catalogue of Life.